# Жозеф Кабила
Жозеф Кабила Кабанге (на френски: Joseph Kabila Kabange), също Кабила-младши, е конгоански политик. Той е 4-тият президент на Демократична република Конго от 26 януари 2001 г. Заема поста след убийството на баща му Лоран-Дезире Кабила. На 27 ноември 2006 г. официално е наречен „първият демократично избран президент“, след като печели всеобщите президентски избори в ДРК.

## Биография
Роден е на 4 юни 1971 година в малкото градче Хева Бора в конгоанската провинция Южно Киву, в семейството на Лоран Дезире Кабила, който по онова време е сред най-влиятелните полеви командири. В края на 1970-те години Жозеф и семейстовто му са принудени да емигрират в съседна Танзания, където Кабила-младши завършва образованието си в Дар ес Салам и Мбейя. Висшето си военно образование Жозеф Кабила получава в Танзания, а след това – в Уганда и Руанда.
През 1996 г. се присъединява към паравоенната групировка на баща си, носеща названието Алианс на демократичните сили за освобождение на Конго, където командва няколко операции по време на военната кампания, известна като Първа конгоанска война. След победата на Алианса и заемането на поста президент на ДРК от неговия баща Кабила-младши заминава за Пекинската национална военна академия, където завършва военно образование.
След завръщането си от Китай през 1998 Жозеф Кабила получава званието генерал-майор и е назначен за заместник-председател на Обединения комитет на началник-щабовете на конгоанската армия. След 2 години през 2000 г. е назначен на поста началник на Генералния щаб на Въоръжените сили на Конго. На тази длъжност остава и по времето на Втората конгоанска война, когато командва правителствените войски.

### Президент
На 26 януари 2001 г. след убийството на неговия баща Жозеф Кабила е избран за 4-тия президент на страната, едва навършил 29 години. Независимо от неговата младост и неопитност все пак успява да се справи успешно с предотвратяването на поредната гражданска война в страната и да изтегли чуждестранните военни контингенти от Конго. С подписването на мирното съглашение от 2002 година в южноафриканския град Сан Сити официално е сложен край на Втората конгоанска война и Кабила успява да запази поста си на държавен глава. Неговите президентски пълномощия са ограничени от временната администрация, състояща се от 4 вицепрезиденти – лидери на 2 от големите паравоенни групировки, представител на гражданската опозиция и представител на правителството.
През 2004 година (на 28 март и 11 юни) са осъществени 2 неуспешни опита за държавен преврат, които са потушени от правителствените войски.
През декември 2005 година на общонационален референдум е одобрена новата конституция на страната, според която минималната възраст на кандидат-президента е намалена от 35 на 30 години. Президентските избори, насрочени според новата конституция, са първите демократични избори за държавен глава в страната за последните 46 години независимост на ДРК. Изборите се състоят на 30 юли 2006 г., на които Жозеф Кабила официално е независим кандидат, подкрепен от Народната партия за реконструкция и демокрация.
По данни от първия тур Кабила събира 45% от гласовете, а неговият основен конкурент Жан Пиер Бемба – вицепрезидент и бивш лидер на една от паравоенните групировки, събира 20%. На втория тур от 29 октомври 2006 г. избирателната комисия обявява официалните резултати от изборите, според които действащият президент Кабила печели 58,05% от гласовете. Тези резултати са потвърдени и на 27 ноември с решение на Върховния съд на Демократична република Конго, а на 6 декември се състои встъпването в длъжност на Жозеф Кабила като президент на страната.
На съпътствани с множество нарушения избори през декември 2011 година Кабила е преизбран за президент с 49% от гласовете.

### Семейно положение
На 17 юни 2006 година президентът Кабила се жени за Олив Лембе ди Сита. Церемонията има екуменически характер, тъй като Кабила е протестант, а неговата съпруга – католичка. Бракосъчетанието е водено от архиепископа на Киншаса кардинал Фредерик Етсу Нзаби Бамунгваби и президента на Църквата на Христа в Конго епископ Пиер Марини Бодо. Кабила имат дъщеря, родена през 2001 година.
През октомври 2021 г. Джоузеф Кабила защити дипломната си работа в университета в Йоханесбург. Магистърска степен по политически науки и международни отношения му е присъдена в края на продължаващото му петгодишно обучение.